# Kenneth Kaunda
Kenneth David Kaunda, noto anche come KK (Chinsali, 28 aprile 1924 – Lusaka, 17 giugno 2021), è stato un politico zambiano.
È stato il primo presidente dello Zambia (dal 1964 al 1991), terzo segretario del Movimento dei paesi non allineati (dal 10 settembre 1970 al 9 settembre 1973) e due volte presidente dell'Organizzazione dell'unità africana (dal 1º settembre 1970 al 21 giugno 1971 e dal 27 luglio 1987 al 25 maggio 1988).

## Biografia

### Gioventù
Kaunda nacque il 28 aprile 1924 nella missione di Lubwa a Chinsali, nella Provincia Settentrionale della Rhodesia del Nord (oggi Zambia), che all'epoca era amministrata dalla British South Africa Company ("Compagnia dell'Africa meridionale britannica", BSA) di Cecil Rhodes. Kaunda era l'ultimo di otto fratelli; suo padre, David Kaunda, era un missionario e un maestro della Chiesa di Scozia originario del Nyasaland (odierno Malawi). Kaunda studiò a Lusaka, e intorno ai vent'anni intraprese la carriera di maestro, insegnando per le scuole missionarie sia a Lubwa che a Mufulira.

### Ingresso in politica
Nel 1951 divenne segretario della sezione del movimento politico Northern Rhodesian African National Congress ("Congresso nazionale africano della Rhodesia del Nord", NRANC) per la Provincia Settentrionale. Nel 1953, le autorità coloniali britanniche decisero di fondere le tre regioni della Rhodesia del Nord, Rhodesia del Sud e Nyasaland in un unico stato, la Federazione di Rhodesia e Nyasaland. Nello stesso anno, Kaunda si trasferì a Lusaka, diventando segretario generale dell'NRANC sotto la presidenza di Harry Nkumbula. Kaunda e Nkumbula cercarono invano di mobilitare la popolazione nera contro l'amministrazione britannica, e nel 1955 subirono una condanna a due mesi di lavori forzati per aver distribuito materiale sovversivo.
Dopo l'esperienza del carcere, Nkumbula si avvicinò ai movimenti progressisti bianchi, ipotizzando una collaborazione per l'istituzione di un nuovo assetto politico in Rhodesia. Questo cambiamento di direzione politica, e l'autoritarismo con cui Nkumbula dirigeva l'NRANC, portarono alla scissione del 1958, in cui Kaunda fondò lo Zambian African National Congress ("Congresso Nazionale dello Zambia", ZANC). Lo ZANC venne bandito nel marzo del 1959 e a giugno Kaunda tornò in carcere, prima a Lusaka e poi a Salisbury (oggi Harare).
Mentre Kaunda era in prigione, la presidenza dello ZANC passò a Mainza Chona, un altro fuoriuscito dell'NRANC. Nel 1959 il partito cambiò nome in United National Independence Party ("Partito Unito dell'Indipendenza Nazionale", UNIP). Nel 1960, quando Kaunda uscì di carcere, Chona si fece da parte, lasciando la presidenza al fondatore del partito.

### Ascesa al potere
Nel luglio del 1961, Kaunda iniziò una campagna di disobbedienza civile denominata "Cha-cha-cha" nella Provincia Settentrionale. L'anno successivo si presentò alle elezioni come candidato dell'UNIP; il risultato della consultazione rese possibile la nascita di un governo di coalizione formato da UNIP e NRANC. Con questa maggioranza, il parlamento decretò nel 1964 lo scioglimento della federazione di Rhodesia e Nyasaland, e il 24 ottobre Kaunda divenne il primo presidente dello Zambia indipendente.
Nel primo anno di presidenza, Kaunda si dovette confrontare con la Chiesa di Lumpa, un movimento religioso guidato da Alice Lenshina nato a Chinsali, nella provincia natia di Kauna. La Chiesa di Lumpa vietava ai propri adepti di partecipare alla politica, principio a cui l'UNIP si opponeva duramente. Nel contesto di questa polemica, l'UNIP accusò la Chiesa di Lumpa di essere connivente con le minoranze bianche che volevano controllare il paese. La crisi sfociò in una serie di scontri fra la popolazione civile della Provincia Settentrionale. Dopo un primo tentativo di mediare, Kaunda inviò l'esercito per stabilizzare la situazione; nel corso delle operazioni, furono uccise oltre 1000 persone. Nell'agosto del 1964 Kaunda mise al bando la Chiesa di Lumpa e dichiarò lo stato di emergenza, ottenendo in questo modo poteri pressoché assoluti. Prima della fine del decennio, Kaunda aveva bandito tutti i partiti politici dell'opposizione eccetto l'ANC, e nel 1972 riformò ufficialmente il sistema politico dello Zambia, istituendo un regime monopartitico. Nel 1973 Kaunda convinse Harry Nkumbula a entrare nell'UNIP (secondo alcune fonti, offrendogli in cambio una miniera di diamanti), e l'ANC venne formalmente sciolto.
Tolta dalla scena qualsiasi forma di opposizione politica, Kaunda diede inizio a una nuova fase politica, caratterizzata da una diffusa propaganda basata sul culto della personalità e un presidenzialismo sempre più forte. Allo stesso tempo teorizzò e applicò un modello socio-economico ispirato ai concetti generali del socialismo africano, che egli stesso battezzò "umanesimo zambiano" (zambian humanism). Questo modello combinava alcune idee del socialismo sovietico (come i piani quinquennali di sviluppo dell'economia) e quelli che Kaunda considerava i valori propri della cultura africana (aiuto reciproco, fiducia, amore per la comunità).

### L'umanesimo zambiano

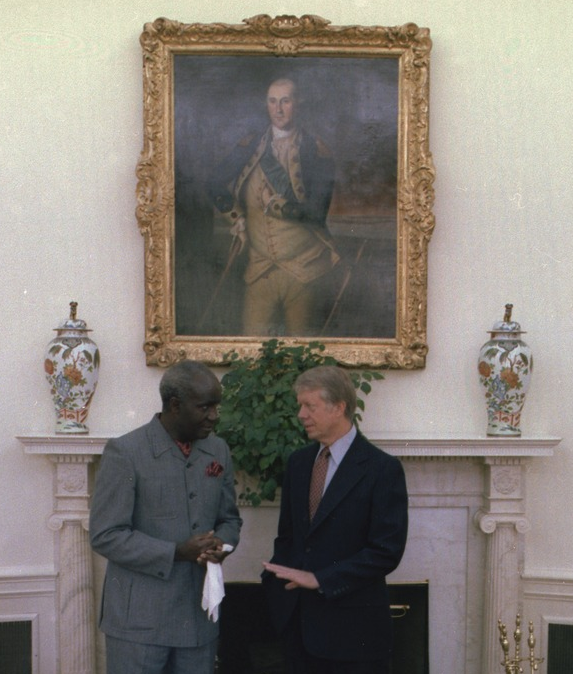
Kenneth Kaunda con Jimmy Carter alla Casa Bianca nel 1978

Ispirandosi all'esempio dell'Unione Sovietica, Kaunda iniziò un programma di piani di sviluppo economico quinquennali che inizialmente portarono a un rapido sviluppo delle infrastrutture e dell'industria. A partire dal 1968, con le cosiddette Riforme Mulungushi, nell'aprile del 1968, Kaunda portò le miniere di rame e molte altre proprietà straniere in Zambia sotto il controllo di organi parastatali (come la Zambia Industrial and Mining Corporation, ZIMCO). Contemporaneamente intraprese una politica di forte sviluppo del sistema scolastico del paese, che al momento dell'indipendenza era fra i peggiori dell'intera Africa, con un livello di alfabetizzazione della popolazione inferiore allo 0,5%. Vennero stanziati fondi affinché tutti i bambini avessero gratuitamente i materiali di studio (quaderni, penne, matite) e furono garantite borse di studio ai più meritevoli. Inoltre vennero fondati diversi istituti universitari, a partire dalla University of Zambia a Lusaka (inaugurata nel 1966).
In politica estera, Kaunda si schierò nettamente a favore dei movimenti di liberazione che nei paesi dell'Africa meridionale si opponevano ai governi dei bianchi. Nello Zambia di Kaunda trovarono asilo, negli anni '60 e anni 1970, molti combattenti provenienti dall'Africa occidentale portoghese (oggi Angola), Africa Orientale Portoghese (Mozambico), Rhodesia (Zimbabwe) e Sudafrica. Tra l'altro, rimasero a lungo come rifugiati in Zambia Oliver Tambo, ex presidente dell'African National Congress di Mandela, e Joshua Nkomo, leader del movimento indipendentista rhodesiano ZAPU. Di conseguenza, lo Zambia fu frequentemente oggetto di attacchi di rappresaglia e attentati da parte dei governi di Rhodesia e Sudafrica; nel 1975, per esempio, Herbert Chitepo, uno dei leader del movimento indipendentista rhodesiano ZANU, fu ucciso da un'autobomba a Lusaka.
Durante la guerra fredda, Kaunda fu anche un deciso sostenitore del Movimento dei non-allineati, di cui fu anche presidente dal 1970 al 1973. Fu, tra l'altro, un grande amico del leader iugoslavo Tito, e intrattenne importanti relazioni commerciali con la Cina. Nei tardi anni 1980 Kaunda fu anche molto vicino a Saddam Hussein, al quale furono intitolate numerose strade e piazze in tutto lo Zambia.

### La crisi economica

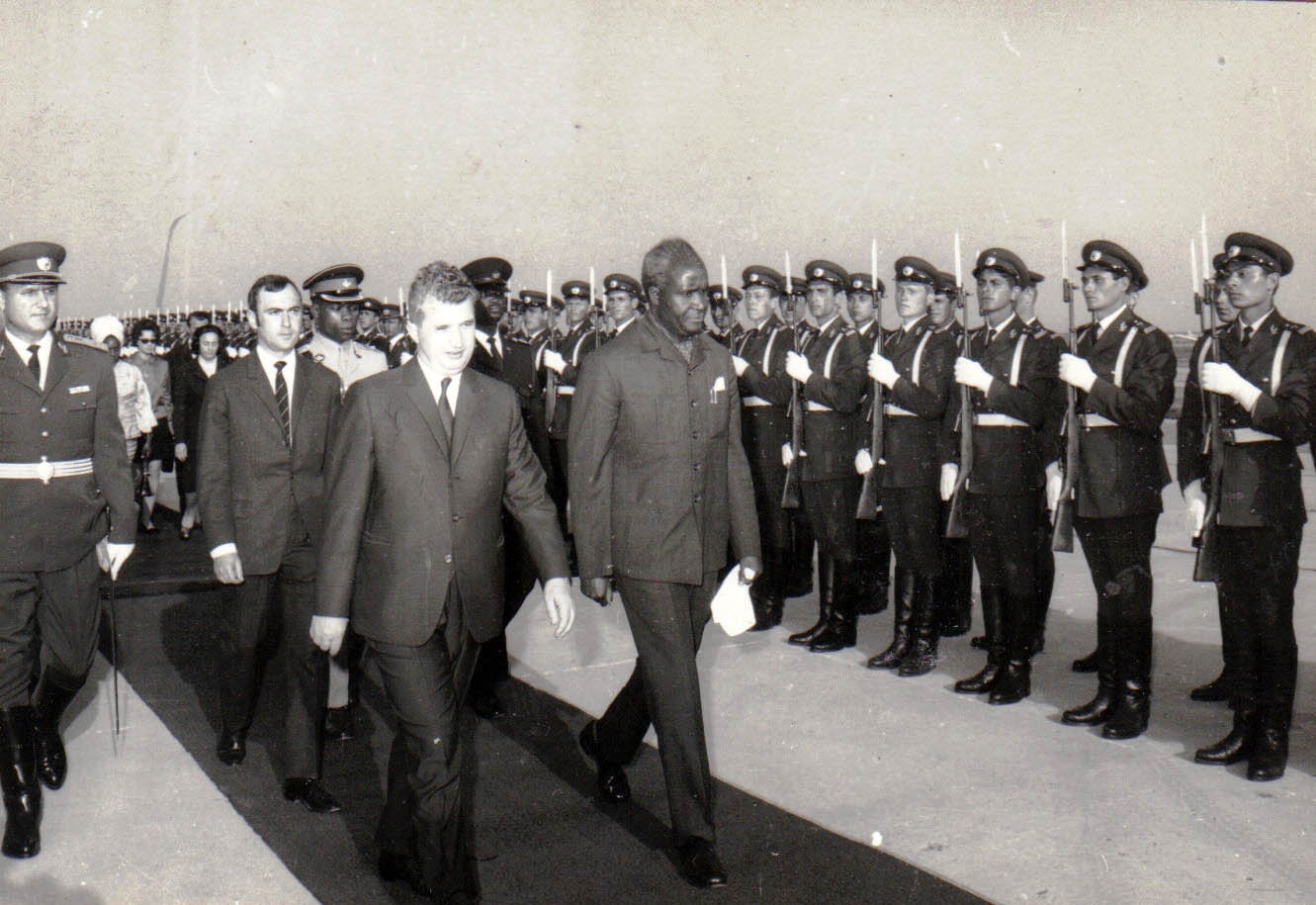
Kaunda accolto in visita ufficiale in Romania da Nicolae Ceaușescu nel 1970

Il programma di sviluppo economico messo in atto da Kaunda, che era in gran parte basato sulla statalizzazione delle miniere, subì un duro colpo nel 1973, in seguito al crollo dei prezzi del rame sul mercato internazionale. Il valore delle esportazioni del paese fu bruscamente dimezzato e nel giro di pochi anni lo Zambia si trovò ad aver accumulato un debito enorme con l'International Monetary Fund (IMF). La situazione era aggravata dal perdurare dell'isolamento economico dello Zambia nell'Africa del Sud, ancora in gran parte in mano ai governi bianchi osteggiati da Kaunda.
Alla metà degli anni 1970 Kaunda tentò diversi strumenti per risolvere la crisi economica. Per compensare l'isolamento commerciale nel sud dell'Africa, concordò con Julius Nyerere la realizzazione della Tazara, un'importante arteria ferroviaria di collegamento fra Zambia e Tanzania, tuttora in funzione. Inoltre, abbandonò i programmi quinquennali di sviluppo economico a favore di un progetto di gestione della crisi.
Nonostante i tentativi di mettere in atto misure correttive, alla metà degli anni 1980 lo Zambia era uno dei paesi più indebitati del mondo. Kaunda dovette scendere a patti con le richieste dell'IMF, per esempio eliminando i sussidi statali per il cibo e il fertilizzante. Quest'ultima manovra causò rivolte popolari in tutto il paese, costringendo il presidente a tornare sui suoi passi.
Nella seconda metà degli anni 1980, il permanere della situazione di crisi economica cominciò a minare la stabilità politica di Kaunda, che stava subendo anche forti pressioni internazionali affinché nello Zambia venisse instaurato un sistema politico democratico. Il presidente della Tanzania Julius Nyerere si era dimesso nel 1985, consentendo una stagione di riforme democratiche nel paese, e suggerì a Kaunda di fare lo stesso. Il crollo dell'Unione Sovietica e la Guerra del Golfo contribuirono ancora di più all'isolamento di Kaunda sulla scena internazionale. Nel 1991, Kaunda diede volontariamente le dimissioni, indicendo per la sua successione elezioni democratiche multipartitiche. Le elezioni furono vinte dal Movimento per la Democrazia Multipartitica (Movement for Multiparty Democracy, MMD), e Frederick Chiluba divenne il nuovo presidente dello Zambia il 2 novembre.

## Dopo la presidenza
Dopo essere stato eletto presidente, Chiluba cercò di estromettere Kaunda dalla vita politica, tra l'altro sostenendo che era di origini malawiane e chiedendone la deportazione dallo Zambia e accusandolo di un tentativo di colpo di stato. Kaunda fece ricorso con successo contro tutte le accuse, ma scelse comunque di ritirarsi dalla politica, dedicandosi, fra l'altro, a diverse attività caritatevoli e umanitarie.
Il 14 giugno 2021 viene ricoverato in gravi condizioni presso l'ospedale militare Maina Soko di Lusaka a causa di una polmonite. Muore tre giorni dopo, il 17 giugno, all'età di 97 anni, lasciando un figlio, trenta nipoti e undici pronipoti.